# Etnohistòria
L'etnohistòria és l'estudi de les cultures i costums indígenes mitjançant l'examen de registres històrics. És també l'estudi de la història de diversos grups ètnics que poden o no existir en l'actualitat.
L'etnohistòria utilitza dades tant històriques com etnogràfiques com a fonament. Els seus mètodes i materials històrics van més enllà de l'ús estàndard de documents i manuscrits. Els professionals són conscients de la utilitat de la font material, com ara mapes, música, pintures, fotografia, folklore, tradició oral, exploració del lloc, materials arqueològics, col·leccions de museus, costums ancestrals, llengua i topònims.

## Resum
Com argüia Harkin (2010), l'etnohistòria formava part de l'acostament general entre història i antropologia a finals del segle XX de la ciència social de mitjans del segle xx. Als Estats Units el camp aplega l'estudi de les comunitats indígenes nord-americanes requerides per la Comissió de Reclamacions Índies. Ha guanyat una orientació pragmàtica en lloc d'una orientació teòrica, amb professionals que testifiquen tant a favor com en contra de les reclamacions dels amerindis. La metodologia emergent utilitza fonts documentals històriques i mètodes etnogràfics. Va liderar la participació de dones erudites. Per la dècada de 1980 l'abast geogràfic del camp es va estendre a Amèrica Llatina, on els recursos d'arxiu i les oportunitats per a la investigació etnogràfica eren abundants. També va créixer a Melanèsia, on el contacte recent amb els europeus va permetre als investigadors observar el període postcontacte inicial directament i abordar qüestions teòriques importants.
L'etnohistòria va créixer orgànicament gràcies a la pressió no acadèmica externa, sense una figura global o un pla conscient; fins i tot va arribar a involucrar qüestions centrals en l'anàlisi cultural i històric. Els etnohistoriadors s'enorgulleixen d'usar el seu coneixement especial dels grups específics, els seus coneixements lingüístics, i la seva interpretació dels fenòmens culturals. Afirmen aconseguir una anàlisi més en profunditat del que l'historiador mitjà és capaç de fer basant-se únicament en documents escrits produïts per i per a un grup. Es tracta d'entendre la cultura en els seus propis termes i d'acord amb el seu propi codi cultural. L'etnohistòria difereix d'altres metodologies històricament relacionades que utilitza perspectives emic com a eines d'anàlisi. El camp i les seves tècniques són molt adequades per a l'escriptura d'històries dels nadius americans a causa de la seva estructura holística i inclusiva. És important, sobretot per la seva capacitat per superar els diferents marcs i accedir a un context millor informat de les interpretacions del passat.
La definició del camp s'ha tornat més refinada amb els anys. Des del principi, l'etnohistòria diferia de la història pròpiament dita, ja que afegeix una nova dimensió, específicament "l'ús crític dels conceptes etnològics i materials en l'examen i l'ús de material d'origen històric", segons el descrit per William N. Fenton. Després, Axtell descriví l'etnohistòria com a "l'ús dels mètodes històrics i etnològics d'adquirir coneixements sobre la naturalesa i les causes dels canvis en una cultura definida per conceptes etnològics i categories". Altres han centrat aquest concepte bàsic en abans ignorats actors històrics. Schieffelin afirmà, per exemple, que l'etnohistòria ha de tenir fonamentalment en compte la mateixa idea que el poble de com es constitueixen els esdeveniments, i les seves formes de construir culturalment el passat. Finalment, Simmons formulà el seu enteniment de l'etnohistòria com a "una forma de biografia cultural que es basa en totes les classes de testimoni com sigui possible al llarg d'un període com les fonts permetin". Va descriure l'etnohistòria com un esforç basat en basada en un enfocament holístic i diacrònic que és més gratificant quan pot "reunir les memòries i les veus de les persones vives".
Reflexionant sobre la història de l'etnohistòria com a camp d'investigació, Michael Harkin (2010) s'ha situat dins (1) el context més ampli de les convergències i divergències dels camps de la història i l'antropologia i (2) les circumstàncies especials de les reivindicacions de terres ameríndies i la història legal a Amèrica del Nord a mitjans del segle xx.